# 中华中路街道
中华中路街道，是中华人民共和国贵州省貴陽市云岩区一个已撤销的街道办事处。
2012年前，下辖：正新社区、贵山社区、富水社区和圆通社区。2012年8月14日，贵阳市人民政府通知决定撤销49个街道办事处，设立90个社区服务中心。